# Atmosfäriska optiska fenomen

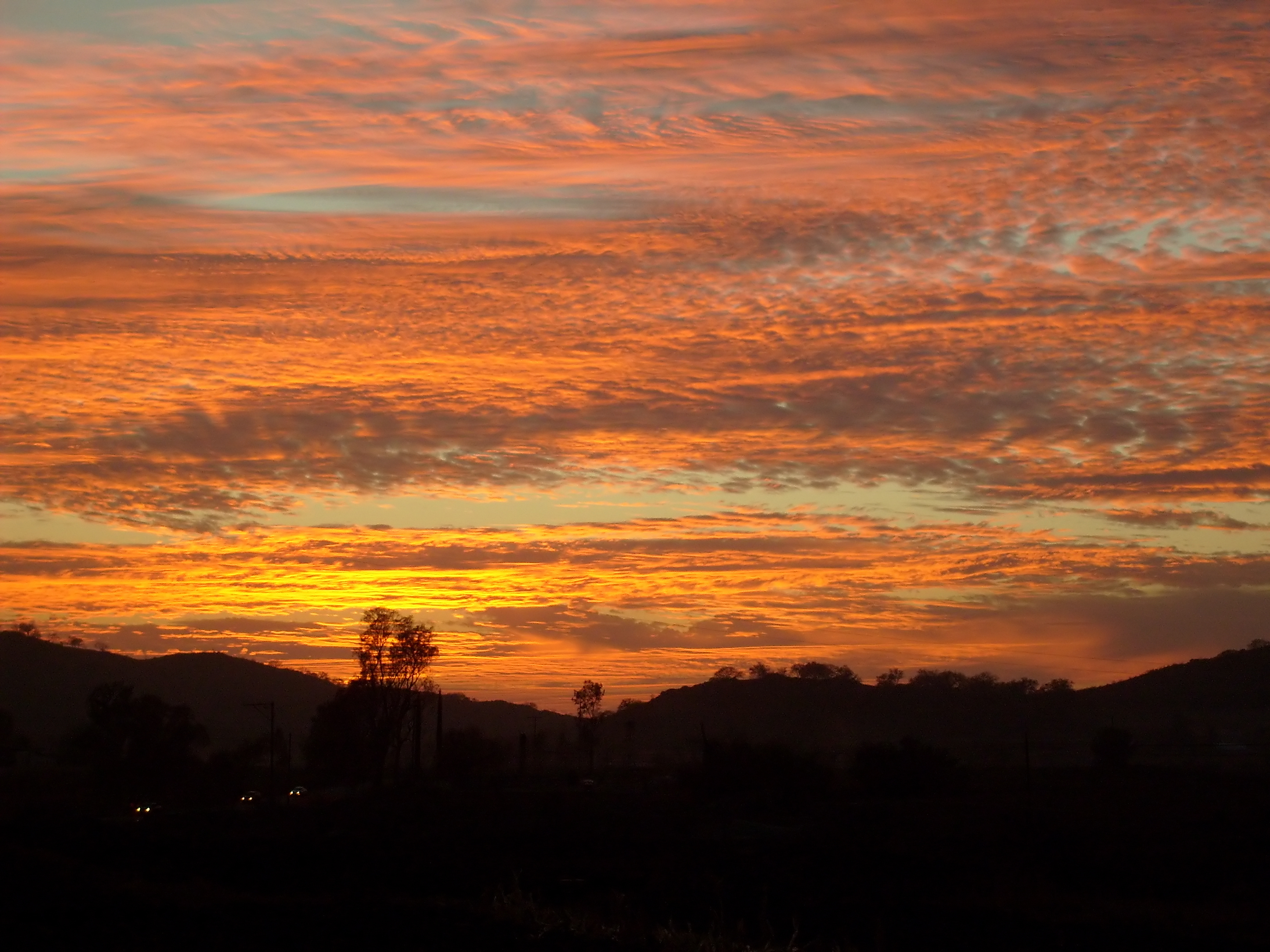
Himlens färg beror på atmosfäriska optiska fenomen.

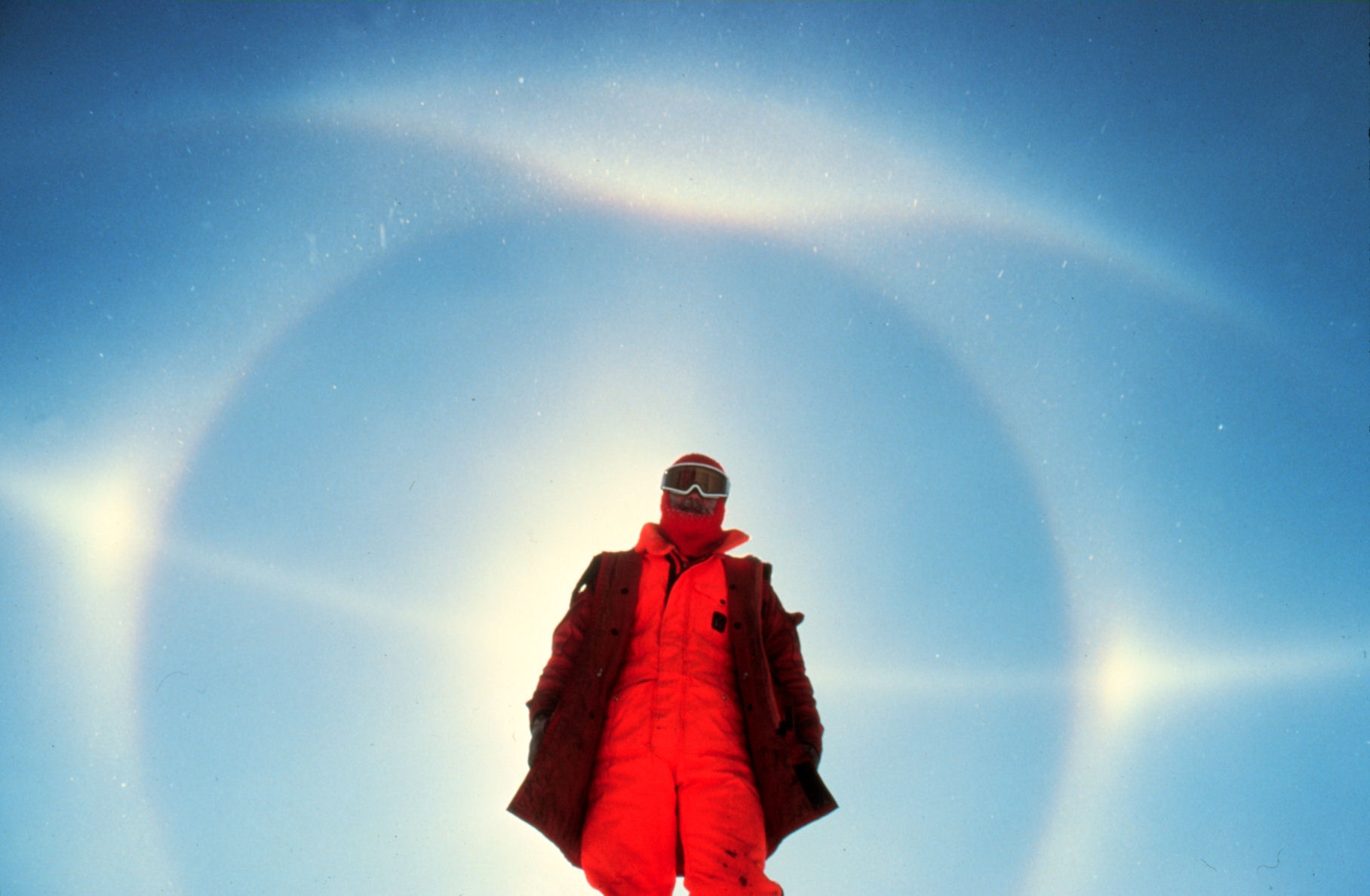
Halo är ett atmosfäriskt optiskt fenomen.

Atmosfäriska optiska fenomen, ibland bara kallat atmosfärisk optik, är ett samlingsnamn för alla optiska fenomen som kan uppstå i jordens atmosfär. Exempel på atmosfäriska optiska fenomen är irisering, regnbåge, dimbåge, halo, cirkumhorisontbåge, cirkumzenitalbåge, vädersolar, polarsken, helgonsken, alpglöd, Steve, hägring, Sankt Elmseld men även grynings- och skymningljus och att himlen är blå.